# Cryptus indicus
Cryptus indicus là một loài tò vò trong họ Ichneumonidae.